# Sead Hajrović
Sead Hajrović (* 4. června 1993, Brugg, Švýcarsko) je švýcarský fotbalový obránce, který v současnosti hraje za FC Viktoria Köln. Jeho starším bratrem je fotbalista Izet Hajrović.

## Klubová kariéra
V mládežnické akademii Grasshopperu hrál i se svým bratrem Izetem a po svém návratu z Anglie se s ním střetl i v A-týmu Grasshopperu.

## Reprezentační kariéra

### Švýcarsko
V mládí Sead reprezentoval Švýcarsko, s jeho mládežnickou reprezentací U17 vyhrál v roce 2009 Mistrovství světa U17, kde mladí Švýcaři porazili ve finále domácí Nigérii 1:0.
Ve švýcarské reprezentaci U18 byl kapitánem.

### Bosna a Hercegovina
V květnu 2013 mu FIFA povolila reprezentovat Bosnu a Hercegovinu v kategorii U21.